# Ulrich-Oliver Selka
Ulrich-Oliver Selka (* 25. Juni 1947 in Celle, Niedersachsen) ist ein deutscher Maler und Bildhauer.

## Leben
Nach Schulbesuch und Berufsausbildung folgten von 1968 bis 1971 lange Studienreisen nach Frankreich, Italien, Griechenland, Israel und in die Türkei. 1972 bis 1978 studierte er an der Hochschule der Künste Berlin bei den Professoren Helmut Fritz und Hermann Bachmann. Von besonderer Bedeutung für seinen Werdegang waren Curt Grützmacher, Walter Hess und Hermann Wiesler. 1977 erfolgte die Ernennung zum Meisterschüler bei Professor Bachmann. In seinen bildhauerischen Arbeiten fertigte er, ausgehend vom Thema „Masken“, das er auf den gesamten menschlichen Körper übertrug, auch vor Publikum in Performances Abgüsse von lebenden Modellen in Mull und Gips, die er zu Environments zusammenfügte und ein Gesamtkunstwerk anstrebt. So versuchte er 1984 gemeinsam mit dem Maler und Architekten Ingo Kühl eine der Architekturvisionen Hermann Finsterlins zu realisieren, das Projekt „Finsterlin Architektur 1917“ für die Landesgartenschau Sindelfingen. Er lebt und arbeitet in Berlin.

## Ausstellungen (Auswahl)
- Freie Berliner Kunstausstellung FBK 1975, 1978, 1979, 1980, 1981
- Forum des jungen Films, Akademie der Künste Berlin, Video-Film zum Thema „Ökonomie einer Straße“ 1975
- Galerie Witthüs, Wenningstedt / Sylt 1976
- Bildungszentrum Göhrde 1977
- Stadthaus Freudenstadt im Schwarzwald 1977
- Berliner Künstler in Hof 1978
- Carl von Ossietzky Universität Oldenburg, Dokumentation der Arbeitsergebnisse seiner Seminare „Maskenbau“ und „Video“ 1979
- Mensch und Maske, Haus am Kleistpark, Berlin, mit Teguh Ostenrik 1981
- Maske und Figur, Städtische Galerie, Würzburg 1982
- Weiss + Fell + Masken, Bomann-Museum, Celle 1983
- Puttenspiele und Masken, Heimatmuseum Berlin-Tempelhof 1987